# Roch González de Santa Cruz
Roch (Roque) González de Santa Cruz (ur. 1576 w Asunción, zm. 15 listopada 1628) – jezuita, święty Kościoła katolickiego, jeden z twórców państwa jezuickiego w Paragwaju w XVI wieku.

## Życiorys
Roch González de Santa Cruz urodził się w arystokratycznej rodzinie z Asunción w Paragwaju. Jako ksiądz został misjonarzem w Gran Chaco wśród plemienia Guaycuru, a następnie proboszczem w Asuncion. Po wstąpieniu do jezuitów w 1609 roku, z polecenia Diego de Torresa, udał się na ziemie Indian Guaycuru w celu nawrócenia i zawarcia pokoju. Swojego celu nie osiągnął i udał się do redukcji Ignacia Guazu, leżącej na terytorium Indian Guarani. Tam rozbudował osadę, założył hodowlę bydła. Dzięki jego zmysłowi organizacyjnemu otrzymał zgodę na utworzenie trzech kolejnych redukcji na południu kraju. W 1615 roku założył w miejscu małej wioski nad rzeką Parana, kościół i nazwał ją Itapua lub Nuestra Senora de la Encarnacion – obecnie Posadas. Osada w 1621 roku rozrosła się na drugi brzeg tworząc dzisiejsze miasto Encarnacion. W ciągu kolejnych trzynastu lat Roch González wytyczył granice przyszłego państwa jezuitów. W 1619 roku założył miasto Concepcion, redukcję Nuesta Senora de la Candelaria (w dzisiejszej prowincji Brazylii Rio Grande do Sul), która później stała się stolicą państwa jezuickiego, redukcję Yapeyu – 150 km od Concepcion i 450 km na północ od Buenos Aires. Ostatnią osadą, jaką założył w 1628 roku, była Asoncion del Iyui, leżąca na północ od Rio Iyui Grande. Redukcja leżała na terytoriach wrogo nastawionych Indian. Roch González, gdy ponownie w tym samym roku zawitał do nowej osady, został napadnięty i zabity. Razem z nim zginęło dwóch innych jezuitów: Alfons Rodríquez i Jan de Castillo.
Indianie przychylni misjonarzom uznali poległych jezuitów za męczenników. W ramach wdzięczności za wkład wniesiony w ich rozwój ustanowili ojca Rocha patronem swojego świętego napoju, czyli yerba mate.
28 stycznia 1934 roku, ci trzej kapłani zostali beatyfikowani przez Piusa XI. 16 maja 1988 roku papież Jan Paweł II dokonał kanonizacji Rocha Gonzáleza de Santa Cruz w stolicy Paragwaju Asunción.
Wspomnienie liturgiczne obchodzone jest 17 listopada.
Wizerunek św. Rocha widnieje na banknocie o wartości 100 tysięcy guaraní. Jest to banknot o największym nominale.
Jego imieniem nazwano Most San Roque González de Santa Cruz.